# Cobble Hill (Columbia Británica)
Cobble Hill es una pequeña comunidad en la isla de Vancouver, Columbia Británica, Canadá. Se encuentra a unos 45 kilómetros (28 millas) al norte de Victoria en el Distrito Regional del Valle Cowichan, es conocida por su entorno agrícola y por la montaña Cobble, que le dio su nombre al pueblo. Según el censo de 2006, tiene 1 775 habitantes. La ciudad cuenta con numerosos senderos y rutas que cubren las colinas y los bosques de la zona, que también es conocida por las oportunidades que brinda para el ciclismo de montaña. Más recientemente, el área se volvió famosa por sus viñedos, que han ganado premios por los vinos que producen. En esta localidad se filmaron algunas partes de la versión de 1994 de la película Mujercitas, basada en la novela homónima de Louisa May Alcott.